# 科彭格拉沃
科彭格拉沃是德国下萨克森州的一个市镇。总面积3.20平方公里，总人口658人，其中男性331人，女性327人（2011年12月31日），人口密度206人/平方公里。